# Славик, Франтишек
Франтишек Славик (чеш. František Slavík; 18 августа 1876, Куттенберг (ныне Кутна-Гора, Среднечешского края, Чехии) — 27 января 1957, Прага) — чешский минералог, геохимик и петрограф, педагог, профессор, академик Чехословацкой академии наук. Член Минералогического общества СССР (с 1937). Основатель чехословацкой геохимической школы.

## Биография
В 1899 окончил факультет философии Карлова университета в Праге, где изучал биологию, химию и физику. Будучи студентом 2-го курса в 1897 году опубликовал свою первую научную работу по рудному делу, которая в 1899 стала его докторской диссертацией. Некоторое время преподавал в гимназиях.
В 1910—1947 — профессор Пражского университета (с 1913 — директор его минералогического института), декан естественно-научного факультета (1924—1925), ректор Карлова университета (1937—1938).
Во время немецкой оккупации сотрудничал с движением сопротивления, в 1943 за антифашистскую деятельность был арестован вместе с женой и заключен в Панкрацкую тюрьму, позже — в концлагерях Терезин, Освенцим и Бухенвальд. Его жена была замучена в Освенциме.
После освобождения в 1945 году посвятил себя восстановлению университета, структуры вуза и минералогической коллекции. В 1947 году вышел на пенсию, но продолжал читать лекции в университете в качестве приглашенного профессора минералогии и до своей смерти работал в отделе минералогии.
В 1952 году стал одним из основателей Чехословацкой академии наук.
Член Чешской академии наук и искусств (с 1922), академик Чехословацкой академии наук (с 1952). Удостоен многочисленных наград и премий.
Похоронен на Ольшанском кладбище Праги.

## Научная деятельность
Основные труды Ф. Славика посвящены вопросам петрографии, кристаллографии, минералогии и геохимии. Занимался изучением докембрийских пород Пршибрама и его рудоносных кварцитов, марганцевых, теллуровых и железных руд Чехословакии.
Автор учебных пособий по кристаллографии, минералогии, полезным ископаемым и научно-популярных книг по минералогии.

## Память
- В честь профессора Ф. Славика назван минерал Славикит (Slavíkit).
- Столетие со дня его рождения было включено в список мировых юбилеев ЮНЕСКО.